# Tour der französischen Rugby-Union-Nationalmannschaft nach Neuseeland und Australien 1961
| Tour der Franzosen nach Neuseeland und Australien 1961 | Tour der Franzosen nach Neuseeland und Australien 1961 | Tour der Franzosen nach Neuseeland und Australien 1961 | Tour der Franzosen nach Neuseeland und Australien 1961 | Tour der Franzosen nach Neuseeland und Australien 1961 |
| Übersicht                                              | S                                                      | G                                                      | U                                                      | N                                                      |
| ------------------------------------------------------ | ------------------------------------------------------ | ------------------------------------------------------ | ------------------------------------------------------ | ------------------------------------------------------ |
| Test Matches                                           | 04                                                     | 1                                                      | 0                                                      | 3                                                      |
| Sonstige Spiele                                        | 11                                                     | 7                                                      | 0                                                      | 4                                                      |
| Gesamt                                                 | 15                                                     | 8                                                      | 0                                                      | 7                                                      |
|                                                        |                                                        |                                                        |                                                        |                                                        |
| Neuseeland                                             | 03                                                     | 0                                                      | 0                                                      | 3                                                      |
| Australien                                             | 01                                                     | 1                                                      | 0                                                      | 0                                                      |

Die Tour der französischen Rugby-Union-Nationalmannschaft nach Neuseeland und Australien 1961 umfasste eine Reihe von Freundschaftsspielen der französischen Rugby-Union-Nationalmannschaft. Sie reiste von Anfang Juli bis Ende August 1961 durch Neuseeland und Australien, wobei sie während dieser Zeit 15 Spiele bestritt. Darunter waren drei Test Matches gegen die neuseeländische und ein Test Match gegen die australische Nationalmannschaft. Hinzu kamen elf weitere Spiele gegen regionale Auswahlmannschaften. Insgesamt fanden 13 Spiele in Neuseeland und zwei Spiele in Australien statt. Alle drei Begegnungen mit den neuseeländischen All Blacks gingen verloren, während gegen die australischen Wallabies ein Sieg resultierte. In den ürigen Partien gingen die Franzosen siebenmal als Sieger vom Feld, während sie vier Niederlagen hinnehmen mussten.

## Spielplan
- Hintergrundfarbe grün = Sieg
- Hintergrundfarbe rot = Niederlage

(Test Matches sind grau unterlegt; Ergebnisse aus der Sicht Frankreichs)
| #  | Datum           | Gegner                                    | Ort              | Stadion               | Ergebnis |
| -- | --------------- | ----------------------------------------- | ---------------- | --------------------- | -------- |
| 01 | 08. Juli 1961   | Golden Bay-Motueka / Marlborough / Nelson | Nelson           | Trafalgar Park        | 29:11    |
| 02 | 12. Juli 1961   | Taranaki Rugby Football Union             | New Plymouth     | Rugby Park            | 11:9     |
| 03 | 15. Juli 1961   | Waikato Rugby Union                       | Hamilton         | Rugby Park            | 3:22     |
| 04 | 18. Juli 1961   | North Auckland Rugby Football Union       | Whangārei        | Okara Park            | 6:8      |
| 05 | 22. Juli 1961   | Neuseeland                                | Buenos Aires     | Estadio GEBA          | 6:13     |
| 06 | 26. Juli 1961   | Bay of Plenty Rugby Union                 | Rotorua          | Rugby Park            | 22:6     |
| 07 | 29. Juli 1961   | New Zealand Māori                         | Napier           | McLean Park           | 3:5      |
| 08 | 01. August 1961 | Manawatu Rugby Union                      | Palmerston North | Showground Oval       | 21:6     |
| 09 | 05. August 1961 | Neuseeland                                | Wellington       | Athletic Park         | 3:5      |
| 10 | 09. August 1961 | Southland Rugby Football Union            | Invercargill     | Rugby Park Stadium    | 14:6     |
| 11 | 12. August 1961 | Otago Rugby Football Union                | Dunedin          | Carisbrook            | 15:6     |
| 12 | 15. August 1961 | South Canterbury Rugby Football Union     | Timaru           | Fraser Park           | 14:17    |
| 13 | 19. August 1961 | Neuseeland                                | Christchurch     | Lancaster Park        | 3:32     |
| 14 | 22. August 1961 | Queensland Reds                           | Brisbane         | Exhibition Ground     | 15:12    |
| 15 | 26. August 1961 | Australien                                | Sydney           | Sydney Cricket Ground | 15:8     |

## Test Matches
| 22. Juli 1961 | Neuseeland                                                                | 13 : 6        | Frankreich            | Eden Park, Auckland Zuschauer: 60.000 Schiedsrichter: Allan Farquhar (Neuseeland) |
| 22. Juli 1961 | Versuche: McKay O’Sullivan Erhöhungen: D. Clarke (2) Dropgoals: D. Clarke | (5:6) Bericht | Dropgoals: Albaladejo | Eden Park, Auckland Zuschauer: 60.000 Schiedsrichter: Allan Farquhar (Neuseeland) |

Aufstellungen:
- Neuseeland: Ross Brown, Don Clarke, Ian Clarke, Desmond Connor, David Graham, Neven MacEwan, Donald McKay, Colin Meads, Stan Meads, Terry O’Sullivan, Russell Watt, Wilson Whineray , Neil Wolfe, Victor Yates, Dennis Young
- Frankreich: Pierre Albaladejo, André Boniface, Guy Boniface, Gérard Bouguyon, Guy Calvo, Pierre Cazals, Michel Celaya, Michel Crauste, Amédée Domenech, Pierre Lacroix, Jean Laudouar, François Moncla , Henri Rancoule, Jean-Pierre Saux, Michel Vannier

| 5. August 1961 | Neuseeland                              | 5 : 3   | Frankreich      | Athletic Park, Wellington Zuschauer: 35.000 Schiedsrichter: Allan Farquhar (Neuseeland) |
| 5. August 1961 | Versuche: Tremain Erhöhungen: D. Clarke | Bericht | Versuche: Dupuy | Athletic Park, Wellington Zuschauer: 35.000 Schiedsrichter: Allan Farquhar (Neuseeland) |

Aufstellungen:
- Neuseeland: Ross Brown, Ralph Caulton, Don Clarke, Ian Clarke, Desmond Connor, David Graham, Donald McKay, Paul Little, Neven MacEwan, Colin Meads, Kel Tremain, Wilson Whineray , Neil Wolfe, Victor Yates, Dennis Young
- Frankreich: Pierre Albaladejo, Guy Boniface, Gérard Bouguyon, Michel Celaya, Michel Crauste, Amédée Domenech, Dupuy, Claude Lacaze, Pierre Lacroix, Jean Laudouar, Roland Lefèvre, François Moncla , Jean Piqué, Henri Rancoule, Jean-Pierre Saux

| 19. August 1961 | Neuseeland | 32 : 3         | Frankreich        | Lancaster Park, Christchurch Zuschauer: 57.000 Schiedsrichter: Allan Farquhar (Neuseeland) |
| 19. August 1961 | Versuche: Graham Little Meads Tremain Victor Yates (Rugbyspieler)Yates Erhöhungen: D. Clarke (4) Straftritte: D. Clarke (3) | (13:3) Bericht | Versuche: Crauste | Lancaster Park, Christchurch Zuschauer: 57.000 Schiedsrichter: Allan Farquhar (Neuseeland) |

Aufstellungen:
- Neuseeland: Ross Brown, Don Clarke, Ian Clarke, Desmond Connor, David Graham, Paul Little, Neven MacEwan, Donald McKay, Colin Meads, Kel Tremain, Russell Watt, Wilson Whineray , Neil Wolfe, Victor Yates, Dennis Young
- Frankreich: André Boniface, Guy Boniface, Gérard Bouguyon, Guy Calvo, Guy Camberabero, Marcel Cassiède, Michel Celaya, Michel Crauste, Amédée Domenech, Claude Lacaze, Pierre Lacroix, François Moncla , Jean Piqué, Jacques Rollet, Jean-Pierre Saux

| 26. August 1961 | Australien                                                  | 8 : 15        | Frankreich                                                 | Sydney Cricket Ground, Sydney Zuschauer: 11.227 Schiedsrichter: Roger Vanderfield (Australien) |
| 26. August 1961 | Versuche: Heinrich Erhöhungen: Ellwood Straftritte: Ellwood | (3:9) Bericht | Versuche: Bouguyon Lacroix Piqué Dropgoals: Albaladejo (2) | Sydney Cricket Ground, Sydney Zuschauer: 11.227 Schiedsrichter: Roger Vanderfield (Australien) |

Aufstellungen:
- Australien: Ken Catchpole , Mike Cleary, Beres Ellwood, Edward Heinrich, Robin Heming, Peter Johnson, Jim Lenehan, Edward Magrath, Tony Miller, John O’Gorman, Roderick Phelps, Harry Roberts, John Thornett, Richard Thornett, Jon White
- Frankreich: Pierre Albaladejo, André Boniface, Gérard Bouguyon, Marcel Cassiède, Pierre Cazals, Michel Celaya, Michel Crauste , Amédée Domenech, Claude Lacaze, Pierre Lacroix, Jean Piqué, Serge Plantey, Jacques Rollet, Jean-Pierre Saux, Michel Vannier

## Kader

### Management
- Tourmanager: Marcel Laurent
- Trainer: Guy Basquet
- Kapitän: François Moncla

### Spieler
| Spieler            | Position         | Mannschaft            |
| ------------------ | ---------------- | --------------------- |
| Lilian Camberabero | Gedrängehalb     | La Voulte Sportif     |
| Pierre Lacroix     | Gedrängehalb     | SU Agen               |
| Jacques Serin      | Gedrängehalb     | SC Mazamet            |
| Pierre Albaladejo  | Verbinder        | US Dax                |
| Guy Camberabero    | Verbinder        | La Voulte Sportif     |
| André Boniface     | Innendreiviertel | Stade Montois         |
| Guy Boniface       | Innendreiviertel | Stade Montois         |
| Jacques Bouquet    | Innendreiviertel | CS Vienne             |
| Jean Piqué         | Innendreiviertel | Section Paloise       |
| Guy Calvo          | Außendreiviertel | FC Lourdes            |
| Jean Dupuy         | Außendreiviertel | Stadoceste Tarbais    |
| Serge Plantey      | Außendreiviertel | Racing Club de France |
| Henri Rancoule     | Außendreiviertel | FC Lourdes            |
| Claude Lacaze      | Schlussmann      | FC Lourdes            |
| Jacques Meynard    | Schlussmann      | US Cognac             |
| Michel Vannier     | Schlussmann      | Racing Club de France |

| Spieler          | Position             | Mannschaft       |
| ---------------- | -------------------- | ---------------- |
| Jean Laudouar    | Hakler               | AS Soustons      |
| Jacques Rollet   | Hakler               | Aviron Bayonnais |
| Antoine Bianco   | Pfeiler              | FC Auch          |
| Gérard Bouguyon  | Pfeiler              | FC Grenoble      |
| Pierre Cazals    | Pfeiler              | Stade Montois    |
| Amédée Domenech  | Pfeiler              | CA Brive         |
| Marcel Cassiède  | Zweite-Reihe-Stürmer | US Dax           |
| Jean-Pierre Saux | Zweite-Reihe-Stürmer | Section Paloise  |
| Claude Vidal     | Zweite-Reihe-Stürmer | SC Mazamet       |
| Michel Celaya    | Flügelstürmer        | Stade Bordelais  |
| Michel Crauste   | Flügelstürmer        | FC Lourdes       |
| Sylvain Meyer    | Flügelstürmer        | CA Périgueux     |
| François Moncla  | Flügelstürmer        | Section Paloise  |
| Roland Lefèvre   | Nummer Acht          | CA Brive         |